# Papagomys armandvillei
Papagomys armandvillei é uma espécie de roedor miomorfo da família Muridae, de grandes dimensões, que endémico na ilha de Flores (Indonésia). O corpo alcança os 45 centímetros de comprimento e a cauda um máximo de 70 cm, aproximadamente o dobro do tamanho de um rato comum. Este tamanho é considerado um exemplo do fenómeno de gigantismo insular que afecta a parte da fauna local de Flores e outras ilhas de diversas regiões, onde os roedores tendem a aumentar de tamanho face às espécies similares da regiões continentais. Acredita-se que os ancestrais desta espécie, de tamanho normal, chegaram à ilha a partir de Bali ou, com menos probabilidade, do Bornéu, "navegando" sobre balsas naturais de ramos e troncos flutuantes.

## Descrição
Os ratos gigantes da ilha de Flores alimentam-se de frutos outros tipos de material vegetal, completando a sua dieta com a ingestão de insectos. Passam grande parte do tempo nos seus abrigos subterrâneos.
Apresentam orelhas pequenas, pelo negro e denso e dentes de tipo hipsodontal.
Durante o Plistocénico coexistiam na ilha uma espécie ainda maior, Papagomys theodorverhoeveni, que foi caçada com frequência pelo diminuto hominídeo nativo Homo floresiensis e mais tarde pelo homem moderno. Os últimos restos fósseis correspondem ao terceiro milénio antes de Cristo, data em que esta espécie  se extinguiu.